# یوئی کویکه
یوئی کویکه (انگلیسی: Yui Koike؛ زادهٔ ۴ آوریل ۱۹۹۱) یک هنرپیشه اهل ژاپن است.